# Cayo Sur
Cayo Sur ist eine kleine unbewohnte Insel im Karibischen Meer etwa 70 Kilometer vor der Küste von Honduras und Nicaragua.
Der Cay ist nicht größer als zwei Fußballfelder und war zwischen den beiden Ländern bis zum Jahr 2001 umstritten. Die umliegenden Gewässer bieten reiche Fischgründe und Erdöl-Lagerstätten. 2000 klagte Nicaragua Honduras an, es habe Truppen auf der kleinen Insel stationiert. Ein honduranischer Diplomat wurde mit der Aussage zitiert, das Land habe vier Katzen auf der Insel. Später wurde die Anwesenheit von Militär vom honduranischen Außenminister Roberto Flores-Bermúdez bestätigt. Von Honduras entsandte Militärattachés wiederum verneinten dies. Im Jahr 2001 unterzeichneten die beiden Länder ein Übereinkommen in Anwesenheit von Vertretern der Organisation Amerikanischer Staaten zur Befriedung des Konflikts. Der Fall landete vor dem Internationalen Gerichtshof, der am 8. Oktober 2007 einstimmig die Souveränität Honduras’ über Cayo Sur und drei andere Cays, Bobel, Savanna, Port Royal, bestätigte.